# METTL11B
METTL11B (англ. Methyltransferase like 11B) – білок, який кодується однойменним геном, розташованим у людей на 1-й хромосомі. Довжина поліпептидного ланцюга білка становить 283 амінокислот, а молекулярна маса — 32 400.
| 10         |  | 20         |  | 30         |  | 40         |  | 50         |
| ---------- |  | ---------- |  | ---------- |  | ---------- |  | ---------- |
| MAHRGAHFAF |  | RSRWQKTDDE |  | LCRHSMSFIL |  | HKAIRNDFFQ |  | SYLYLLEKIP |
| LVKLYALTSQ |  | VINGEMQFYA |  | RAKLFYQEVP |  | ATEEGMMGNF |  | IELSSPDIQA |
| SQKFLRKFVG |  | GPGRAGTDCA |  | LDCGSGIGRV |  | SKHVLLPVFN |  | SVELVDMMES |
| FLLEAQNYLQ |  | VKGDKVESYH |  | CYSLQEFTPP |  | FRRYDVIWIQ |  | WVSGHLTDKD |
| LLAFLSRCRD |  | GLKENGIIIL |  | KDNVAREGCI |  | LDLSDSSVTR |  | DMDILRSLIR |
| KSGLVVLGQE |  | KQDGFPEQCI |  | PVWMFALHSD |  | RHS        |  |            |

A: Аланін

C: Цистеїн

D: Аспарагінова кислота

E: Глутамінова кислота

F: Фенілаланін

G: Гліцин

H: Гістидин

I: Ізолейцин

K: Лізин

L: Лейцин

M: Метіонін

N: Аспарагін

P: Пролін

Q: Глутамін

R: Аргінін

S: Серин

T: Треонін

V: Валін

W: Триптофан

Кодований геном білок за функціями належить до трансфераз, метилтрансфераз. 
Білок має сайт для зв'язування з S-аденозил-L-метіоніном. 
Локалізований у ядрі.